# Championnat d'Angleterre de rugby à XV de 2e division 2019-2020
Navigation
Greene King IPA Championship
 2018-2019 RFU Championship 2020-2021
Le Championnat d'Angleterre de rugby à XV de 2e division 2019-2020 oppose douze équipes anglaises de rugby à XV. L'équipe en tête du classement est promu en Gallagher Premiership et la dernière du classement est rétrogradée en National League One.
Les London Irish, vainqueurs RFU Championship, est promu en première division et remplacé par les Newcastle Falcons. Ampthill RUFC, vainqueur du National League One, est promu en deuxième division et remplace le Richmond FC.
Le championnat est interrompu mi-mars à cause de la pandémie de COVID-19. La Fédération anglaise de rugby à XV décide d'annuler la fin de la saison. Les Newcastle Falcons, premiers au classement avec 18 points d'avance au moment de l'arrêt, sont promus en première division la saison suivante

## Liste des équipes en compétition
La compétition oppose pour la saison 2019-2020 douze équipes anglaises de rugby à XV :
| - Ampthill RUFC - Bedford Blues - Cornish Pirates - Coventry RFC | - Doncaster Knights - Ealing Trailfinders - Hartpury University Rugby RFC - Jersey Reds | - London Scottish - Newcastle Falcons - Nottingham RFC - Yorkshire Carnegie |

## Classement
| Rang | Club                    | J  | V  | N | D  | Bo | Bd | Pm  | Pe  | Diff | Pts |
| ---- | ----------------------- | -- | -- | - | -- | -- | -- | --- | --- | ---- | --- |
| 1    | Newcastle Falcons (R)   | 15 | 15 | 0 | 0  | 11 | 0  | 486 | 151 | +335 | 71  |
| 2    | Ealing Trailfinders     | 14 | 11 | 1 | 2  | 7  | 0  | 491 | 253 | +238 | 53  |
| 3    | Cornish Pirates         | 15 | 11 | 0 | 4  | 6  | 2  | 377 | 234 | +143 | 52  |
| 4    | Coventry RFC            | 15 | 8  | 1 | 6  | 6  | 4  | 399 | 318 | +81  | 44  |
| 5    | Ampthill (P)            | 15 | 8  | 1 | 6  | 6  | 0  | 368 | 399 | -31  | 40  |
| 6    | Nottingham RFC          | 14 | 6  | 0 | 8  | 4  | 4  | 308 | 254 | +54  | 32  |
| 7    | Jersey Reds             | 14 | 6  | 0 | 8  | 5  | 3  | 320 | 350 | -30  | 32  |
| 8    | Bedford Blues           | 15 | 6  | 0 | 9  | 3  | 4  | 253 | 325 | -72  | 31  |
| 9    | Doncaster Knights       | 15 | 6  | 0 | 9  | 3  | 1  | 268 | 351 | -83  | 28  |
| 10   | London Scottish         | 14 | 4  | 1 | 9  | 4  | 5  | 299 | 314 | -15  | 27  |
| 11   | Hartpury University RFC | 14 | 4  | 0 | 10 | 3  | 5  | 225 | 317 | -92  | 24  |
| 12   | Yorkshire Carnegie      | 14 | 0  | 0 | 14 | 2  | 0  | 192 | 720 | -528 | 2   |

|  | promu en Gallagher Premiership (no 1).                               |
|  | Relégué en The National League One pour la saison 2020-2021 (no 12). |
|  | R : relégué 2019 ; P : promu 2019                                    |

Attribution des points : victoire sur tapis vert : 5, victoire : 4, match nul : 2, défaite : 0, forfait : -2 ; plus les bonus (offensif : 4 essais marqués ; défensif : défaite par 7 points d'écart maximum).
Règles de classement : 1. Nombre de victoires ; 2.différence de points ; 3. nombre de points marqués ; 4. points marqués dans les matchs entre équipes concernées ; 5. Nombre de victoires en excluant la 1re journée, puis la 2e journée, et ainsi de suite.